# Берри, Дэвид
Дэ́вид Бе́рри (англ. David Berry, род. 18 января 1984, Торонто) — австралийский актёр.

## Ранняя жизнь и образование
Берри родился в Торонто, Канада в семье австралийцев, которые переехали в Сидней через семь лет после рождения сына. До того, как стать актёром, Берри работал журналистом. Он учился в Национальном институте драматического искусства в Австралии, который окончил в 2010 году.

## Карьера
В 2012 году Берри появился в мыльной опере «Домой и в путь» в роли Логана Мейера. В том же году он снялся в одном из эпизодов сериала «Леди-детектив мисс Фрайни Фишер».
В 2013 году он присоединился к основному актёрскому составу драматического телесериала «Нет места милее дома родного» в роли Джеймса Блайта, гея, которого преследуют за гомосексуальность в Австралии в 1950-х годах.
В августе 2016 года стало известно, что Берри получил роль лорда Джона Грея в американском телесериале «Starz» «Чужестранка».

## Личная жизнь
В 2012 году Берри женился на Кристине Тесик. Их сын родился в 2016 году.

## Фильмография
| Год          |    | Русское название                | Оригинальное название          | Роль           |
| ------------ | -- | ------------------------------- | ------------------------------ | -------------- |
| 2012         | с  | Домой и в путь                  | Home and Away                  | Логан Мейер    |
| 2012         | с  | Леди-детектив мисс Фрайни Фишер | Miss Fisher's Murder Mysteries | Аластар        |
| 2013         | тф |                                 | Progeny                        | Дэмиен         |
| 2013 — н. в. | с  | Нет места милее дома родного    | A Place To Call Home           | Джеймс Блайт   |
| 2017 — н. в. | с  | Чужестранка                     | Outlander                      | лорд Джон Грей |